# Anchastus swezeyi
Anchastus swezeyi är en skalbaggsart som beskrevs av Van Zwaluwenburg 1931. Anchastus swezeyi ingår i släktet Anchastus och familjen knäppare. Inga underarter finns listade i Catalogue of Life.